# Camino difícil
«Camino difícil» es una canción compuesta por el músico argentino Emilio del Guercio e interpretada por Almendra en el álbum doble Almendra II de 1970, segundo y último de la banda. El álbum fue calificado por la revista Rolling Stone y la cadena MTV como #40 entre los cien mejores discos de la historia del rock nacional argentino.
«Camino difícil» es uno de los cinco temas de su autoría incluidos en Almendra II, junto al instrumental «Carmen», «Un pájaro te sostiene», «Cometa azul» y «Leves instrucciones», los dos últimos en coautoría con Spinetta.
Almendra estuvo integrada por Luis Alberto Spinetta (primera voz y guitarra), Edelmiro Molinari (voz, primera guitarra y órgano), Emilio del Guercio (voz, bajo, órgano y piano) y Rodolfo García (voz y batería). En el tema la primera voz es de Emilio del Guercio.

## Contexto
En 1970 el mundo sufría la Guerra Fría. Argentina vivía bajo una dictadura que había disuelto todos los partidos políticos y que buscaba garantizar la alineación de la Argentina con los Estados Unidos en aquella confrontación global. Tres años antes el Che Guevara había sido asesinado mientras organizaba un movimiento guerrillero en Bolivia. En Argentina desde el año anterior habían comenzado a producirse levantamientos populares insurreccionales como el Rosariazo y el Cordobazo, con participación masiva de la juventud, que se había convertido en esos años en un sujeto histórico novedoso. Ese año aparecerían las dos grandes organizaciones guerrilleras que actuaron en el país, Montoneros —de tendencia peronista— y el Ejército Revolucionario del Pueblo (ERP) —de tendencia marxista—.  
Almendra, banda liderada por Luis Alberto Spinetta, apareció en 1969, renovando radicalmente la música popular argentina y latinoamericana, especialmente el rock cantado en español. Junto a Los Gatos —banda precursora— y Manal, Almendra es considerada parte del trío fundador del «rock nacional», como se conoció en Argentina ese movimiento musical, generacional y cultural.
Al finalizar 1969 Almendra publicó un álbum revolucionario sin título, con un dibujo caricaturizado de un extraño hombre en la tapa, conocido luego como Almendra I, que alcanzó un éxito histórico. Prácticamente todos los temas de ese álbum se volvieron clásicos del rock nacional («Plegaria para un niño dormido», «Ana no duerme», «Fermín», «A estos hombres tristes», «Color humano», «Figuración») y por sobre todos ellos «Muchacha», que se convirtió en un hit histórico, mantenido a través de las décadas.
Convertidos en estrellas de rock, Almendra encaró 1970 con el proyecto de preparar una ópera rock. Sin embargo, las presiones de la fama y las diferencias entre los proyectos musicales de sus integrantes, produjeron una crisis interna del grupo que llevó a la sorpresiva separación de la banda en septiembre de 1970.
Ya separados, a fines del año 1970, con material grabado entre julio y octubre, lanzaron Almendra II, un álbum doble completamente diferente de Almendra I, mucho más «roquero» y psicodélico, influido por el consumo de LSD, que muestra los diferentes enfoques de los miembros de la banda y la necesidad de experimentación que sentían.

## Del Guercio como autor
Antes de este tema, Emilio del Guercio había compuesto «Campos verdes» (1968), en coautoría con Spinetta y lanzado como simple, y «Que el viento borró tus manos», incluido en Almendra I. En este disco se incluyen otros temas de su autoría: el instrumental «Carmen», «Cometa azul» y «Leves instrucciones» ambas en coautoría con Spinetta y «Un pájaro te sostiene».
Luego de la disolución de Almendra, Del Guercio lideró Aquellarre, que lanzó en su primera etapa cuatro álbumes (Aquelarre, Candiles, Brumas y Siesta), con canciones acreditadas a los cuatro miembros de la banda, aunque como ha reconocido Starc, la mayoría de esos temas fueron compuestos por Del Guercio. Entre esos temas se destacan «Violencia en el parque», «Silencio marginal», considerada por la revista Rolling Stone y la MTV entre las cien mejores canciones de la historia del rock, «Cantemos tu nombre», «Hermana vereda», «Brumas en la bruma», entre otras.
Luego de la disolución de Aquelarre en 1975, Del Guercio no volvió a grabar temas propios hasta la reunificación de Almendra en 1980, que grabó tres temas suyos, «Cambiándome el futuro» (En Vivo en Obras), «Las cosas para hacer» y «Cielo fuerte (amor guaraní)» (El valle interior).
En 1983 Del Guercio editó su único álbum solista, titulado Pintada con siete temas propios.
En 1999 Aquelarre volvió a tocar juntos de nuevo, grabando dos temas inéditos de Del Guercio, «Blues y vino» y «Mágico y natural», el primero junto con toda la banda el segundo compuesto con Starc, que ya había grabado Tantor en su álbum del mismo nombre de 1981.

## El tema
El tema es el cuarto track del Disco 1 del álbum doble Almendra II. Se trata de una bella balada de influencia folk rock sin estribillo.
La letra está narrada en segunda persona del singular y dirigida a un «compañero», a quien le pide que tome el fusil y abrace al general: 

Compañero toma mi fusil
ven y abraza a tu general
no ves que el tiempo se quedó a vivir.
«Camino difícil» (fragmento)

Del Guercio ha aclarado que se trata de una canción inspirada en su militancia política de entonces en la izquierda peronista, que buscaba expresar es realidad pero sin insertarse en el género de la canción de protesta. La mención de la canción de abrazar a «tu general», es una referencia directa a Juan Domingo Perón y una convocatoria a sumarse al peronismo, en momentos en que mencionarlo por su nombre estaba prohibido por el Decreto Ley 4161 de 1956, sancionado por la dictadura militar. Una de las maneras de evitar la censura era referirse a Perón como «el general».

- Periodista: «Compañero toma tu fusil, ven y abraza a tu general...», cantás en «Camino difícil» (Almendra). Y «Oigan, vayamos a luchar la historia se murió...», en «Yo seré el animal, vos serás mi dueño» (Aquelarre). Parecen textos de una gesta militante... Como sea, siento que la experiencia «canción» resultó más relevante que una militancia más formal. Vos me dirás...
- Emilio del Guercio: Por supuesto que fue así como lo decís. Pero no estaba en mi intención que las canciones operaran de manera «militante», sino que era una realidad que me interesaba expresar por esos años.

Emilio del Guercio tuvo desde muy joven una fuerte vocación política que canalizó militando en el peronismo de izquierda. Durante la dictadura de Onganía Del Guercio comenzó a militar en JAEN (Juventudes Argentinas por la Emancipación Nacional), una de las agrupaciones que integraría la organización guerrillera Montoneros. Del Guercio acercó a Spinetta a JAEN, pero la popularidad alcanzada por Almendra y las exigencias de la música profesional, los llevaron a dejar la organización, aunque en el caso de Del Guercio ello no significó que abandonara el compromiso ni los vínculos políticos, que los preservó toda su vida.
Muchas de las canciones de Del Guercio están relacionadas con la lucha política, en esos tiempos contra la dictadura, como la ya mencionada «Yo seré el animal, vos serás mi dueño», o «Violencia en el parque», uno de los grandes éxitos de Aquelarre.
En Almendra II, Del Guercio y Spinetta también expresaron juntos su compromiso de lucha contra la dictadura en «Toma el tren hacia el sur», donde llaman a usar «la boina roja», aludiendo al Che Guevara, muerto tres años antes, a quien ambos admiraban y a quién le habían hecho una canción de homenaje que tocaban con el dúo Bundlemen que ambos tenían antes de Almendra.